# Estádio Niélsen Louzada
O Estádio Nielsen Louzada, também conhecido como Louzadão, é um estádio de futebol localizado no município de Mesquita e possui capacidade para 6.000 espectadores.